# 토지초등학교 연곡분교
토지초등학교 연곡분교는 대한민국 전라남도 구례군에 있는 공립 초등학교이다.

## 학교 연혁
- 1935년 6월 24일: 토지공립보통학교 부설 내서간이학교 개교
- 1996년 3월 1일: 토지동초등학교 개칭
- 1997년 2월 22일: 토지동초등학교 제 40회 5명 졸업(계: 1,235명 졸업)
- 1997년 3월 1일: 토지초등학교연곡분교장으로 격하
- 2019년 9월 1일: 제 31대 조양익 교장 부임
- 2019년 9월 1일: 양영미 교감 부임
- 2020년 2월 14일: 제 93회 2명 졸업(계 1,239명 졸업)

## 참고 자료
- 토지초등학교연곡분교장 - 한국교육학술정보원 학교알리미